# Джой (футбольний клуб)
Футбольний клуб «Джой» або просто «Джой» (англ. Joy Football Club) — футбольний клуб з міста Лерібе.

## Історія
Футбольний клуб «Джой» було створено у місті Лерібе. У сезонах 2006/07—2013/14 роках клуб виступав у Прем'єр-лізі Лесото. У своєму дебютному сезоні чемпіонату «Джой» посів 12-те місце. За цей час найкращим результатом клубу було 8-ме місце, яке команда посіла у сезоні 2008/09 років. Востаннє «Джой» у Прем'єр-лізі Лесото виступав у сезоні 2013/14 років, коли клуб посів останнє 14-те місце та вибув до дивізіону А.

## Досягнення
- Прем'єр-ліга Лесото
  - 8-ме місце (1) 2013/14

## Від сезону до сезону
- 2006/07 - 12-те
- 2007/08 - 13-те[4]
- 2008/09 - 8-ме
- 2009/10 - 9-те[5]
- 2010/11 - 10-те[6]
- 2011/12 - 9-те[7]
- 2012/13 - 9-те[8]
- 2013/14 - 14-те